# Успон Османског царства
Оснивање и успон Османског царства је историјски период који је почео оснивањем Османског беглука 1299. године а завршио се освајањем Цариграда 29. маја 1453. године. Током овог периода мали политички ентитет којим је владала Османска династија у северозападном анадолском региону у Битинији, трансформисао се из малог беглука на византијској византијској граници у царство које је обухватало Балканско полуострво и Анадолију. Из тог разлога, овај период у историји царства се назива Прото-империјална ера. Током већег дела овог периода, Османлије су биле само једна од многих конкурентских држава у региону и ослањале су се на подршку локалних ратних вођа и вазала како би задржале контролу над својим подручјем. До средине 15. века османски султани су успели да акумулирају довољно личне моћи и ауторитета да успоставе централизовану империјалну државу, процес који је остварио султан Мехмед II Освајач (владао: 1451-1481). Освајање Цариграда 1453. године сматра се симболичним тренутком када се османска држава у настајању трансформисала из пуког беглука у царство, означавајући велику прекретницу у њеној историји.
Узрок успеха Османлија не може се приписати ниједном појединачном фактору, и они су се разликовали током периода док су се Османлије стално прилагођавали променљивим околностима.
Почетке овг периода у четрнаестом веку, веома је тешко за историчаре да их проучавају због недостатка писаних извора. Ни један писани документ не постоји о периоду владавине Османа I, а веома мали број је сачуван о осталом периоду 14. века. Османлије нису знали историју Османовог живота све до 15. века, више од стотину година после његове смрти. Због тога је велики изазов за историчаре да направе разлику између чињеница и мита о његовом животу. Један историчар је отишао чак тако далеко да је описао период Османовог живота као "црну рупу".

## Анадолија пре Османлија
Почетком 13. века Анадолија је била подељена између две релативно моћне државе: Византије на западу и Румског султаната на централном платоу. Равнотежа између њих била је нарушена монголском инвазијом и освајањем Румског султаната након битке код Косе Дага 1243. године и поновним освајањем Константинопоља од стране византијске династије Палеолога 1261. године, што је усмерило византијску пажњу ка анадолској граници. Монголски притисак приморао је номадска турска племена да мигрирају на запад, у сада слабо заштићену византијску територију. Од 1260-их година надаље, Анадолија је све више почела да клизи из византијске контроле, јер су турски анадолски бејлици основани и на некадашњим византијским територијама и територијама бившег Румског султаната.
Политички ауторитет у западној Анадолији био је екстремно расцепкан крајем тринаестог века, подељен међу локално успостављеним владарима, племенским групама, светим ликовима и ратним вођама, са византијском и селџучком влашћу која је увек била присутна, али брзо слабила. Расцепканост власти довела је до тога да неколико историчара описује политичке ентитете Анадолије из тринаестог и четрнаестог века као таифе, или "ситне краљевине", у поређењу са касном средњовековном муслиманском Шпанијом. Снага ових група је у великој мери зависила од њихове способности да мобилишу војнике. Западна Анадолија је тада била расадник активности пљачкаша, са ратницима који су вољно служили оног који се чинио највише способним да им пружи могућности за пљачку и славу.

## Почеци Османске државе
Османска династија је добила име по првом владару Османске државе, Осману I. Према каснијој османској историји, он је потомак једног турског племена које је мигрирало из средње Азије након монголских освајања. На основу кованица које су коване током његове владавине, сазнаје се да је његов отац био Ертугрул, али други детаљи "су превише митолошки да би се узимали здраво за готово." Порекло османске династије тако остаје неразјашћено, увијено у митове и легенде, а идентитет племена и предака Османа није сигурно познат.
Исто тако, ништа се не зна о томе како је Осман први пут установио свој беглук (бејлик) јер извори, ни један од њих није савремен, пружају много различитих и супротстављених прича о почетку. Оно што је извесно је да се у једном тренутку у касном тринаестом веку Осман појавио као вођа малог беглука са центром у граду Согут у северозападној анадолској регији Битинији. Османску државу је првобитно подржавала племенска војна снага номадских турских група, које је водио у нападима на византијских територија у региону. Ово османско племе није било засновано на крвним везама, већ на политичкој сврси. Тако је прихватало све оне који су желели да се придруже, укључујући и људе византијског порекла. Османској држави придружиле су се неколико великих ратничких породица, од којих је барем једна грчко-хриршћанског порекла, од Козе Михаила. Nevertheless, Islam played a role in Ottoman self-identity from the very start, as evidenced by a land grant issued by Osman's son Орхан Гази in 1324, describing him as "Champion of the Faith".

### Гази и газије у раној османској историји
Аустријски историчар Пол Витек је 1938. године објавио утицајни рад под називом Успон Османског Царства, у којем је изнео аргумент да је рана османска држава изграђена на идеологији исламског светог рата против немуслимана. Такав рат је био познат као газа, а ратник у њему се звао гази. Витекова формулација, касније позната као "теза о Гази", имала је утицај током већег дела двадесетог века и навела је историчаре да приказују ране Османлије као ревне религиозне ратнике посвећене ширењу ислама. Почевши од осамдесетих, историчари су све више почели да критикују Витекову тезу. Историчари сада признају да појмови газа и гази нису имали стриктно религиозне конотације за ране Османлије, и често су се користили у секуларном смислу да се једноставно односе на упаде у противничким територијама. Поред тога, рани Османлије нису били ни строги ортодоксни муслимани и били су вољни да сарађују са немуслиманима, а неколико пријатеља првих османских владара били су или немуслимани или недавно преобраћени. Идеја о светом рату постојала је током четрнаестог века, али то је само један од многих фактора који су утицали на османско понашање. Тек касније, у петнаестом веку, османски писци су ретроактивно почели приказивати ране Османлије као ревне исламске ратнике, како би осигурали племенито порекло њихове династије која је до тада изградила интерконтинентално исламско царство.

## Демографија
Анадолија и Балкан били су погођени пандемијом црне смрти након 1347. године. Урбани центри и насељена подручја су девастирани, док су номадске групе трпеле мање последице. Први турски упади на Балкан почели су убрзо након тога. Депопулација која је проистекла из куге била је тако готово сигурно главни фактор у успеху ране османске експанзије на Балкан и допринела слабљењу Византијског царства и депопулацији Цариграда.

## Влада
Током овог раног периода, пре него што су Османлије средином 15. века успеле да успоставе централизовани систем власти, овлашћења владара била су "далеко више ограничена и у великој мери зависила од коалиција и савеза" међу различитим моћницима унутар царства, укључујући и турске племенске вође и балканске савезнике и вазале.
Када се османска држава први пут појавила крајем 13. века под вођством Османа I, имала је племенску организацију без сложеног административног апарата. Како се османска територија ширила, њени владари су се суочавали са изазовом управљања све већом популацијом. У почетку су Османлије усвојиле модел Румског султаната, а до 1324. године биле су у стању да издају бирократске документе на персијском језику у селџучком стилу.
Експанзија ране османске државе била је подстакнута војном активношћу пограничних ратника (тур. gazi), од којих је османски владар у почетку био само први међу једнакима (латински:primus inter pares). Већи део државне централизације одвијао се у супротности са овим пограничним ратницима, који су презирали османске напоре да их контролишу. На крају, Османлије су успеле да подреде и усмере војну моћ газија како би освојиле царство, док су ратнике све више подредили њиховој вољи.
Рани Османлије су придобијали подршку због ниских пореских стопа којима су њихови субјекти били оптерећени. То је одражавало и идеолошку забринутост за добробит њихових субјеката, али и прагматичну потребу да се заради лојалност новоприклоњених популација. Како је османска држава централизована током петнаестог века, овај релативно лагани порески терет се повећао, што је изазвало критике од савременика који су видели такву централизацију у негативном светлу.
Од посебног значаја за османлијски успех била је њихова способност да одрже царство нетакнутим од генерације до генерације. Док су друге турске групе често делиле своја подручја између синова преминулог владара, Османлије су стално држале царство уједињеним под једним наследником.

### Државна централизација
Процес централизације је уско повезан са приливом муслиманских учењака из централне Анадолије, где се под урбанистичком и руралном владавином развила више урбана и бирократска турска цивилизација по моделу Румског султаната. Посебно утицајна била је породица Чандарли, која је дала неколико великих везира у раној Османској држави и утицала на њен институционални развој. Нешто након 1376. године, Кара Халил, глава породице Чандарли, охрабрио је Мурата I да уведе порез од једне петине на робове који су узимани у рату, познатији као пенчик. То је омогућило османским владарима да организују нову личну војску, познату као јањичари (турски: yeniçeri). Такве мере фрустрирале су газије на које су се Османлије ослањале да би одржале своја војна освајања и створиле трајне тензије унутар државе. Током владавине Мурата I отворена је и канцеларија војног судије (турски: Kazasker), што указује на све већи степен друштвене стратификације између нове војно-административне класе (турски: askeri) и остатка друштва. Мурат I је такође увео праксу именовања одређених пограничних ратника као "господара границе" (турски: uc begleri). Таква моћ именовања показала је да османски владари више нису били само први међу једнакима већ су седели на врху хијерархије вођства. Како би отворено прогласио овај нови статус, Мурат је постао први османски владар који је усвојио титулу султана.
Од 1430-их година, али вероватно и раније, Османлије су спроводиле редовне катастарске премере територија под њиховом влашћу, израђујући регистарске књиге познате под називом тахрир дефтери. Ови катастарски регистри омогућили су османској држави да организује дистрибуцију права на пољопривредно опорезивање војној класи тимариота, коњаника који су прикупљали приходе од земље у замену за служење у османској војсци. Тимариоти су долазили из различитих средина. Неки су остварили своју позицију као награду за војну службу, док су други потомци предосманске аристократије и једноставно наставили да прикупљају приходе од својих старих земаља, које сада служе османској војсци. Многи од њих су прешли у ислам, док су други остали хришћани.
Од великог симболичког значаја за османску централизацију била је пракса да су османски владари обично настојали да прате војску на бојном пољу, укључујући и њихову спремност да учествују у бици. Убрзо након освајања Цариграда 1453. године, Мехмед II Освајач је обуставио ову праксу, указујући да османски владар није више био обичан погранични ратник (гази), већ суверени владар царства. Престоница царства је пребачена из Једрене, града симболички повезаног са пограничним газијама, у Константинопољ, град са дубоким царским конотацијама због своје дуге историје као главног града Византије. Ово је било симболично и практично виђено као тренутак дефинитивног преласка државе из пограничног беглука у царство.

## Војска
Османова војска почетком четрнаестог века састојала се углавном од недовољно обучених војника. Користио их је у препадима, заседама и у пљачкашким нападима, што му је омогућило да контролише околину Битиније. Међутим, он у почетку није имао средства за спровођење опсада. Бурса, први велики град освојен од стране Османлија, предао се под претњом изгладњивања након дуге блокаде, а не због напада. Под Орханом (1326-1362) и Муратом (1362-1389) Османлије су савладале технике ратовања.
Ратници у османској служби долазили су из различитих племена и вера. Различито познати као газије и акинције (пљачкаши), били су привучени Османовим успехом и удружили су се из жеље да пљачкају и славе. Већина Османових раних следбеника су били муслимански Турци племенског порекла, док су други били византијског порекла, било хришћани или недавно преобраћени у ислам.
Османлије су почеле са употребом барутног оружја најкасније до 1380-их. До 1420-их они су редовно користили топове у опсадном рату. Топови су такође коришћени за одбрану тврђава, а копнене батерије су омогућиле Турцима да заобиђу крсташку блокаду Дарданела 1444. године. Тада су ручна ватрена оружја такође била у употреби и коришћена од стране неких јањичара.

## Културни и интелектуални живот
Почетком петнаестог века, османски двор је активно подстицао књижевно стваралаштво, од чега је много позајмљивао од дугогодишње књижевне традиције других исламских дворова на истоку. Први дотадашњи приказ османске историје написао је песник Ахмеди, првобитно замишљен да буде израђен за султана Бајазита али након његове смрти 1402. године, написан је за његовог сина Сулејмана Челебије. Ово дело, под називом Искендернаме, ("Александрова књига") било је део жанра познатог као "огледало за принчеве" (турски: naṣīḥatnāme), које је требало да пружи савете и смернице владару у вези са државном управом. Дакле, уместо да пружи чињенични приказ историје династије, Ахмедов је циљ био индиректно критиковати султана приказивањем његових предака као моделских владара, за разлику од перципиране девијантности Бајазида. Конкретно, Ахмеди је довео у питање војне кампање Бајазида против других муслимана у Анадолији и тако приказао његове претке као посвећене светом рату против хришћанских држава на Балкану.

## Политичка историја

### Осман I (1299–1326)
Због недостатка историјских извора који потичу из његовог живота, врло мало чињеница и информација се зна о њему. Година 1299. често се узима као почетак његове владавине, али та година не одговара ниједном историјском догађају и чисто је симболична. До 1300. године постао је вођа групе турских пасторалних племена, преко којих је владао малом територијом око града Согут у северозападном анадолском региону Битинији. Водио је честе упаде у суседној Византији, што му је омогућавало да привуче велики број ратника да му се придруже, поготово након његове победе над византијском војском у бици код Бафеона у 1301. или 1302. години. Османова војна активност била је у великој мери ограничена на пљачку, јер до његове смрти 1326. Османлије још увек нису развиле војне технике потребне за спровођење ефективног опсадног рата. Иако је познат по својим рацијама у Византији, Осман је имао и бројне војне сукобе са татарскимгрупама и суседним Гермијанским беглуком.
Осман је био вешт у стварању политичких и комерцијалних односа са оближњим групама, муслиманским и хришћанским. На почетку је привукао неколико значајних личности на своју страну, укључујући и Козе Михаила, византијског сеоског поглавара чији су потомци (познати као Михалогулари) уживали примат међу пограничним ратницима у османској служби. Козе Михаил је био вредан пажње зато што је био хришћански грк који је на крају прешао у ислам. Његова истакнута историјска улога указује на Османову спремност да сарађује са немуслиманима и укључи их у своју државу.
Осман I је ојачао своју легитимност оженивши кћерку шеика Едабалија, истакнутог локалног верског вође за које се сматра да је био на челу дервишке заједнице на граници. Касније су османски писци улепшали овај догађај тако што су описали како је Осман уснио сан док је боравио код Едабалија, у којем је било предсказано да ће његови потомци владати огромним царством.

### Орхан (1326–1362)
Види још: Битка код Пелеканона, Опсада Никеје, Опсада Никомедије
Након Османове смрти на власт је дошао његов син Орхан. Орхан је надгледао освајање Битинијске престонице, након што је Бурса освојена 1326. и остали градови у региону су убрзо освојени. Већ 1324. године Османлије су користиле селџучке бирократске праксе, и развиле су капацитете за ковање новца и употребу тактике опсаде. Под Орханом су Османлије почеле да привлаче исламске научнике са истока да делују као администратори и судије, а прва медреса основана је у Изнику 1331. године.
Поред борбе са Византинцима, Орхан је такође освојио турски бејлик Кареши 1345. године, чиме су све потенцијалне тачке прелаза у Европу биле у османским рукама. Искусни Карешијски ратници били су прикључени османској војсци и били су драгоцени у каснијим кампањама на Балкану.
Освојивши највећи део западне Анадолије, Орхан узео учешћа у политичким превирањима у тада декадентном Византијском царству женидбом са Теодором, ћерком Јована Кантакузина. Као цену овог брака, Орхан је 1346. године помогао Кантакузину да збаци свог дотадашњег савезника Јована V са престола и његове регенте. Када је Јован кантакузин постао цар (1347–1354) дозволио је Орхану да нападне полуострво Галипоље, које је постало прво османско упориште у Европи. Орхан Гази је одлучио да води рат у Европи, анадолски турци су насељени на територији Галипоља како би га осигурали као одскочну даску за војне операције у Тракији против Византинаца и Бугара. Већину источне Тракије заузеле су османске снаге током периода од једне деценије, и трајно су је осигурали тешком колонизацијом. Првобитним тракијским освајањима Османлије су заузеле стратешки важне све главне копнене комуникацијске путеве који су повезивали Константинопољ са границама Балкана, олакшавајући њихове проширене војне операције. Осим тога, контрола над путевима у Тракији је изоловала Византију од директног копненог контакта са било којим од њених потенцијалних савезника на Балкану или у Западној Европи. Византијски цар Јован V био је присиљен да потпише неповољан уговор са Орханом 1356. године којим је признао његова тракијска освајања.
Преузимајући контролу над пролазима у Европу, Османлије су стекле значајну предност над својим ривалским турским бејлицима у Анадолији, јер су сада могле добити огроман престиж и плен од освајања на балканској граници.

### Мурат I (1362–1389)
Убрзо након Орханове смрти 1362. године, Мурат I постаје султан.

#### Једрене, 1362
Прва велика Муратова офанзива била је освајање византијског града Адријанопоља у 1362. години. Преименовао га је у Једрене и поставио за престоницу 1363. године.Шаблон:Better source Пребацивањем престонице из Бурсе у Анадолији у новоосвојеном граду у Тракији, Мурат је показао своје намере да настави ширење османске државе у југоисточној Европи. Пре освајања Адријанопоља, већина хришћанских европљана сматрало је османску присутност у Тракији само неугодном епизодом у дугом низу хаотичних догађаја на Балкану. Након што је Мурат I прогласио Једрене својом престоницом, схватили су да су Османлије намеравале да остану у Европи.
Балканске државе Византија, Бугарска и Србија биле су забринуте због османлијског освајања Тракије и биле су лоше припремљене да се суоче са претњом. Византијска територија сведена је на Константинопољ са његовом тракијском околином, град Солун са околином, и Морејску деспотовину на Пелопонезу. Контакт између Константинопоља и остала два региона био је могућ само уз помоћ круте морске руте кроз Дарданеле, коју су отвориле италијанске поморске силе Венеција и Ђенова. Ослабљено Византијско царство више није поседовало ресурсе да само порази Мурата, и било је немогуће постићи заједничко деловање Византинаца, често подељених грађанским ратом. Опстанак самог Константинопоља зависио је од његових легендарних одбрамбених зидова, недостатка османске морнарице и спремност Мурата да испоштује одредбе из уговора из 1356. године, које су дозвољавале да се град обезбеди.
Бугарска се током владавине цара Јована Александра ширила и напредовала. Међутим, на крају своје владавине, бугарски цар је направио кобну грешку поделом Другог бугарског царства на три дела којима су управљали његови синови. Бугарско јединство је разбијено још током 1350-их ривалством између управитеља Видина, Јована Страцимира, јединог преживелог сина Јована Александра из његовог првог брака, и Јована Шишмана, сина Јована Александра из другог брака и царског наследника. Поред унутрашњих проблема, Бугарска је додатно била оптерећена мађарским нападом. Мађарски краљ Лајош I је 1365. године напао и заузео покрајину Видин, а њен владар Страцимир био је заробљен. Упркос истовременом губитку већине бугарских поседа у Тракији које је заузео Мурат, Јован Александар се усредсредио на Мађаре у Видину. Он је формирао коалицију против Мађара са владаром Добруџе Добротицом и Владиславом I господаром Влашке. Иако су Мађари протерани и Страцимир враћен на свој трон, распадање Бугарске се наставило интензивније него раније. Страцимир се прогласио царем Видинског царства 1370. године а Добротица је де факто добио признање независне деспотовине Добруџе. Бугарски ресурси су били потрошени на мало домаћих циљева и против погрешног непријатеља..
Имајући у виду да је Србија била најмоћнија држава на Балкану под царом Душаном, њено брзо распадање након његове смрти 1355. године било је драматично. Снажни српски велможе нису пружили подршку његовом наследнику, Урошу V. Млади Урош није био у стању да одржи царство које је наследио од оца. Сепаратистички оријентисани великаши су брзо искористили ситуацију и Српско царство је раскомадано.
Прве које су се осамосталиле од Српског царства биле су Тесалија и Епир као и Душанове албанске земље. У западној и јужној Македонији, настао је низ малих самосталних кнежевина, док су Мађари заузели српске земље на северу. Урош је држао само централну српску земљу, где су великаши, иако моћнији од свог цара, генерално остали лојални њему. Ова област састојала се од: западних земаља, укључујући Зету, јужне земље којим је управљао Угљеша Мрњавчевић у Серу, а обухватале су источну Македонију, и централне српске земље од Дунава на северу до централне Македоније на југу, којим су заједнички управљали цар Урош и краљ Вукашин Мрњавчевић, који је држао Прилеп у Македонији. Далеко од очувања српског јединства, Урошева држава се стално суочавала са грађанским ратовима међу регионалним великашима, остављајући Србију рањивом пред растућом Османском претњом.
Мурат I дошао је на престо Османског царства 1362. године.

#### Галипоље, 1366
До 1370. године Мурат је контролисао највећи део Тракије, долазећи у директан контакт са Бугарском и југоисточним српским земљама под контролом Угљеше Мрњавчевића. Угљеша, најмоћнији српски регионални владар, безуспешно је покушао да 1371. године оснује анти османски савез балканских држава. Византија, угрожена од Турака због ситуације у снабдевању храном, одбила је да сарађује. Бугарска је, након смрти Јована Александра, службено подељена на Видинско царство, којим је владао Страцимир (1370–1396), и Трновско царство, којим је владао Александров званични наследник Јован Шишман (1371–1395). Услед нестабилног престола, Страцимировим претњама, а вероватно и под турским притиском, Шишман је одбио да учествује у Угљешиним плановима. Од регионалних српских великаша, једино се Вукашин Мрњавчевић, савладар Уроша и Угљешин старији брат, придружио савезу. Остали српски великаши нису препознали надолазећу османску опасност или су одбили да учествују због бојазни да оставе небрањене своје територије од других освајача.

#### Maritsa, 1371
Маричка битка одиграла се на реци Марици у близини села Черномен 26. септембра 1371. године између снага Османског царства под вођством румелијског беглербега Лала-Шахина и српских снага које су бројале око 60.000 људи (70.000 по Халкокондилу). Деспот Угљеша желео је да изненади Османлије нападом на Једрене, док је Мурат био у Малој Азији. Османска војска била је бројчано доста мања, али због супериорне тактике (ноћни напад на српски камп) Шахин-паша је успео поразити хришћанску војску и убити краља Вукашина и деспота Угљешу. Македонија и делови Грчке су након ове битке пале под османску власт. Османска победа је била толико велика да су Турци битку назвали погибље Срба.
Оно мало јединства које је Србија поседовала пропало је након катастрофе у Черномену. Цар Урош је умро крајем године, последњи владар из династије Немањића, а велике области централне Србије су се одвојиле као посебне кнежевине. Вукашинов син Марко, који је преживео покољ на Марици, прогласио је себе српским краљем али није био у стању да врати некадашње територије изван својих територија око Прилепа у централној Македонији. Србија је ушла у убрзану фрагментацију и међунационално ратовање међу бројним регионалним кнезовима.
Након Маричке битке, османлијски напади на Србију и Бугарску су се интензивирали. Значај победе и непрекидни напади на његову земљу уверили су бугарског цара Шишмана да је неопходно да се помири с Османлијама. Најкасније до 1376. Шишман је прихватио вазални статус под Муратом и послао своју сестру као султанову "жену" у харем у Једрене. Тај потез није спречио турске пљачкаше да наставе пљачкати унутар Шишманових граница. Што се тиче Византије, цар Јован V дефинитивно је прихватио османску вазалност убрзо након битке, отварајући врата Муратовом директном уплитању у византијску унутрашњу политику.
Бугари и Срби уживали су у кратком предаху током 1370-их и 1380-их када су ствари у Анадолији и појачано мешање у политичке послове у Византији држали Мурата заокупљеним. У Србији, затишје је омогућило српском кнезу Лазару (1371-1389), уз подршку моћних моћних бугарских и црногорских племића и подршком Српске православне патријаршије у Пећи, да консолидује контролу над већим делом српских земаља. Већина српских регионалних владара у Македонији, укључујући и Марка, прихватила је вазалност под Муратом како би сачувала своје положаје, а многи од њих су водили српске снаге у султановој војсци која је деловала у Анадолији против својих ривала.

#### Дубравница, 1381
Средином 1380-их Мурат је своју пажњу фокусирао опет на Балкан. Са својим бугарским вазалом Шишманом који је био заокупљен ратом са влашким војводом Даном I ( 1383-1386), Мурат је 1385. заузео Софију, последњи преостали бугарски посед јужно од планине Балкан, отварајући пут ка стратешки позиционираном Нишу, који се налазио на северном крају важног пута Вардар-Морава.

#### Саурско поље, 1385
Битка на Саурском пољу одиграла се 18. септембра 1385. године између османских и српских снага. Османлије су победиле а већина локалних српских и албанских господара су постали турски вазали.

#### Плочник, 1386
Мурат је освојио Ниш 1386. године, желећи да присили кнеза Лазара да прихвати османску вазалност. Док је продирао даље на север—у централни Балкан, Мурат је такође усмерио део својих снага западно дуж ‘’Via Ingatia’’ у Македонии, присиљавајући локалне владаре да прихвате вазалски статус. Један контингент је доспео до албанске обале Јадранског мора 1385. године. Други је окупирао и освојио Солун у 1387. години. Опасност за очување независности балканских хришћанских држава постала је алармантно очигледна.
Када су анадолски послови присилили Мурата да напусти Балкан 1387. године, његови српски и бугарски вазали покушали су да прекину своје везе с њим. Лазар је формирао коалицију са босанско-херцеговачким краљем Твртком I и бугарским царем Страцимиром. Након што је одбио османски захтев да испуни своје вазалне обавезе, против њега су упућене трупе. Лазар је пресрео и поразио османске трупе код Плочника, у близини Прокупља. Победа хришћанског кнеза охрабрила је Шишмана да се ослободи османске вазалности и потврди бугарску независност.

#### Билећа, 1388
Мурат се вратио из Анадолије 1388. године и покренуо муњевиту кампању против бугарских царева Шишмана и Страцимира, који су брзо били приморани да опет постану османски вазали. Затим је затражио од кнеза Лазара да прогласи своју вазалност и плати данак. Охрабрен победом код Плочника, српски кнез је одбио захтеве и затражио од Твртка и Вука Бранковића, његовог зета и независног владара северне Македоније и Косова, помоћ у борби против Османлија.

#### Косова, 1389
На Видовдан, 15. јуна 1389. године, османска војска коју је предводио лично султан Мурат борила се против српске војске коју је предводио српски кнез Лазар, у којој су били контингенти под вођством Вука Бранковића, и контингент који је послао босански краљ Стефан Твртко I Котроманић, којим је командовао Влатко Вуковић Косача. Процене о бројности супростављених војски варирају, сигуурно је да су Османлије имале већу војску (27,000–40,000) од хришћанске војске (12,000–30,000). Обе војске су претрпеле огромне губитке у бици, и Лазар и Мурат су изгубили живот у њој. Иако су Османлије поразиле српску војску, они су такође претрпели велике губитке што је одложило њихов даљи напредак. Срби су остали са малим бројем људи способних да бране своју земљу, док су Турци имали много више трупа на истоку. Сходно томе, српске кнежевине једна за другом постајале су османски вазали током наредних година. Резултат битке се сматра да је био нерешен. Битка на Косову је посебно важна за модерну српску историју, традицију и национални идентитет. Лазаров млади наследник Стефан Лазаревић (1389–1427) склопио је 1390. године вазалски споразум са Бајазитом како би се супроставио мађарским упадима у северну Србију, док је Вук Бранковић, последњи српски кнез, издржао све до 1392. године.

### Бајазит I (1389–1402)
Бајазит I постао је султан након убиства његовог оца Мурата. У бесу због убиства, наредио је да се сви српски заробљеници погубе. Бајазит је постао познат као Муња (тур. Yıldırım), због брзе експанзије царства током његове владавине.
Бајазит је укратком периоду након Косовске битке приморао преосталу већину слободних локалних господара на Балкану да постану османски вазали.
Појавом турских пљачкаша на мађарским јужним границама мађарски краљ Жигмунд Луксембуршки (1387–1437) постао је свестан османске опасности, и почео је да окупља балканске савезнике за нови савез ппротив Османлија.
Почетком 1393. Јован Шишман у нади да ће одбацити свој тешки вазалски положај, био је у тајним преговорима са Жигмундом, заједно са влашким војводом Мирчом Старијим (1386–1418) и вероватно са Јованом Страцимиром из Видинске Бугарске. Бајазит је открио преговоре и покренуо је освајачку кампању против Шишмана. Трново је пало након дуге опсаде, а Шишман се повукао у Никопољ. Након што је Бајазит освојио Никопољ, Шишман је заробљен и погубљен. Султан је анексирао све његове земље, а Страцимир, чији је Видински посед избегао Бајазитову срџбу, био је приморан да потврди своју вазалност.
Након што је грубо и ефикасно поступио са својим нелојалним бугарским вазалима, Бајазит се потом окренуо према југу према Тесалији и Мореји, чији су грчки господари прихватили османску вазалност у 1380-им. Њихова непрестана препирка међу собом, поготово грчких Морејских обласних господара, захтевала је Баајазитову интервенцију. Он је окупио своје балканске савезнике у Серу 1394. године како би решио ова и друга отворена питања. Међу султановим вазалима били су племство из Тесалије и Мореје, Византијски цар Манојло II Палеолог (1391–1425), и српски принц Стефан Лазаревић. На том састанку, Бајазит је потврдио власт над свим освојеним територијама, а сви присутни су морали да поново потврде свој статус вазала.
Када су Морејци касније одбили споразум из Сера са Бајазитом, разљућени османски владар блокирао је брата Морејског деспота Манојла II у Константинопољу, а затим марширао на југ и припојио Тесалију. Атинско војводство је прихватило вазални статус када су се Османлије појавиле на њиховим границама. Иако је велики османски напад на Пелопонез 1395. године донео велики плен, догађаји на североистоку Балкана спасили су Мореју од даљег директног напада у том периоду.
Док је Бајазит био заузет у Грчкој, влашки војвода Мирча Старији је извео низ напада преко Дунава на османску територију. У знак одмазде, Бајазитове снаге, које су укључивале и српске вазалне трупе под командом Лазаревића и краља Марка, кренуле су у Влашку 1395. године али су поражене у бици на Ровинама, у којој је погинуо краљ Марко. Победа је спасила Влашку од османске окупације, али Мирча је прихватио да постане Бајазитов вазал како би избегао даље османске нападе. Султан је мора да се задовољи освајањем Добруџе и подржавањем претендента на влашки трон Влада I (1395–1397). Након две године грађанског рата Мирча је поново повратио потпуну контролу над кнежевином.

#### Никопољ
Мађарски краљ Жигмунд је 1396. коначно повео крсташки рат против Османлија. Крсташка војска је била састављена првенствено од мађарских и француских витезова, али је укључивала и неке влашке трупе. Иако је номинално предводио Жигмунд, недостајала му је кохезија у команди. Крсташи су прешли Дунав, прошли кроз Видин и стигли у Никопољ, где су се сукобили са Турцима. Француски витезови су одбили да следе Жигмундове планове битке, што је довело до њиховог пораза. Пошто је Страцимир дозволио крсташима да прођу кроз Видин, Бајазит је извршио инвазију на његову територију. Страцимир је заробљен а његове земљеаанексира. Са падом Видина, Бугарска је престала да постоји, постајући прва велика балканска хришћанска држава која је потпуно пала под директну османску власт.
Након Никопоља, Бајазит се задовољио пљачкањем Мађарске, Влашке и Босне. Освојио је највећи део Албаније и присилио преостале албанске господаре на северу да прихвате вазалност. Организована је нова опсада Константинопоља, али је обустављена 1397. године, након што се цар Манојло II, Бајазитов вазал, сложио да султан треба да призна све будуће византијске цареве. Убрзо након тога Бајазит је отишао у Анадолију да се обрачуна са турским противницима Османлија и никада се више није вратио на Балкан.

#### Ангора, 1402
Бајзит је са собом повео војску састављену пре свега од балканских вазалних трупа, укључујући Србе на челу са Лазаревићем. Убрзо се суочио са инвазијом источне Анатодије од стране централноазијског владара Тамерлана. Око 1400., Тамерлан је стигао на Блиски исток. Тамерлан је опљачкао неколико села у источној Анадолији и започео сукоб са Османским царством. У августу 1400., Тамерлан и његова хорда спалили су град Сивас до темеља и напредовали ка западу. Њихове војске су се сукобиле у бици код Ангоре 1402. године. Османлије су претрпеле тежак пораз а Бајазит је заробљен, и касније је умро у заробљеништву. Грађански рат, који је трајао од 1402. до 1413. године, избио је међу преживелим синовима Бајазита. Познат је у османској историји као Интерегнум, та борба је привремено зауставила активну османску експанзију на Балкану.

### Османски Интерегнум (1402–1413)
Након пораза код Ангоре уследио је период тоталног хаоса у Османском царству. Монголи су се слободно кретали у Анадолији а политичка моћ султана је била сломљена. Након што је Бајазит заробљен, његови преживли синови, Сулејман Челебија, Иса Челебија, Мехмед I, и Муса Челебија борили су се међусобно за престо у грађанском рату познатом као Османски Интерегнум.
Османски Интерегнум донео је кратак период полунезависности вазалним хришћанским балканским државама. Сулејман, један од синова покојног султана, држао је османску престоницу у Једрену и прогласио се владаром, али његова браћа су одбила да га признају. Затим је склопио савезе са Византијом, којој је Солун враћен, и са Венецијом 1403. године како би ојачао своју позицију. Сулејманов империјални карактер, међутим, окренуо је своје балканске вазале против њега. Године 1410. поразио га је и убио његов брат Муса, који је освојио османски Балкан уз подршку византијског цара Манојла II, српског деспота Стефана Лазаревића, влашког војводе Мирче и синовима два последња бугарска владара. Муса је тада био суочен у борби за османски престо са млађим братом Мехмедом који се ослободио монголске вазалности и управљао османском Анадолијом.
Забринут због све веће независности својих балканских хришћанских вазала, Муса се окренуо против њих. Нажалост, он је отуђио исламске бирократске и комерцијалне класе у својим балканским земљама сталним фаворизовањем нижих друштвених елемената да би стекао широку подршку народа. Узнемирени, балкански хришћански вазалски владари су се окренули Мехмеду, као и главни османски војни, верски и комерцијални лидери. Године 1412. Мехмед је напао Балкан, заузео Софију и Ниш, и удружио снаге са Лазаревићевим Србима. Следеће године Мехмед је одлучно поразио Мусу надомак Софије. Муса је убијен, а Мехмед I (1413–1421) постао је једини владар Османске државе.

### Мехмед I (1413–1421)
Мехмед Челеби је 1413. године крунисао себе у Једрену (Хадријанопољ). Његова дужност је била да врати Османском царству некадашњу славу. Царство је било у тешком стању након грађанског рата, Монголи су још увек били на истоку иако је Тамерлан умро 1405. године, а многе хришћанске државе на Балкану су се ослободиле османског вазалства.
Мехмед је преселио своју престоницу из Бурсе у Једрене. Био је суочен са деликатном политичком ситуацијом на Балкану. Његови бугарски, српски, влашки, и византијски вазали били су практично независни. Албанска племена су се ујединила у једну државу, а Босна је остала потпуно независна, као и Молдавија. Мађарска је задржала територијалне амбиције на Балкану, а Млетачка република је држала велику балканску обалу. Пре Бајазитове смрти, османска контрола Балкана била је извесна. Завршетком грађанског рата, та извесност је постала отворено питање.
Мехмед је генерално прибегавао дипломатији, а не војном решавању ситуације. Док је водио експедиције у суседне европске земље, које су вратиле већи део Албаније под османску контролу и присилиле босанског краља Твртка II (1404–1409, 1421–1445), заједно са осталим босанским регионалним племићима, да прихвате званично османску вазалност. Мехмед је водио само један прави рат са Европљанима — кратак и неодлучан сукоб са Венецијом.
Нови султан се суочавао са великим унутрашњим државним проблемима. Мусина пређашња политика изазвала је незадовољство међу нижим класама османског Балкана. У Добруџи је 1416. године избио народни устанак муслимана и хришћана, предвођен бившим Мусиним пријатељом шејхом Бедредином, а био је подржан од стране влашког војводе Мирче I. Бедредин је проповедао такве концепте као што су спајање ислама, хришћанства и јудаизма у једну веру и социјално побољшање слободних сељака и номада на рачун османске бирократске и професионалне класе. Мехмед је сломио побуну а Бедредин је погубљен. Мирча је тада окупирао Добруџу, али је Мехмед повратио регион већ 1419. године, заузимајући утврђење Ђурђу на Дунаву и враћајући Влашку у вазалност.
Мехмед је остатак своје владавине провео реорганизацијом османских државних структура поремећених грађанским ратом. Када је Мехмед умро 1421. године, један од његових синова, Мурат II постао је султан.

### Мурат II (1421–1451)
Мурат II се на почетку своје владавине обрачунавао са непријатељима и побунама, нарочито српским побунама. Имао је и проблеме на двору. Поразио је побуњенике под командом његовог стрица Мустафе Челебије и брата Кучук Мустафе.

#### Константинопољ, 1422
Мурат II је 1422. године покренуо опсаду Константинопоља која је трајала неколико месеци док византијски цар Манојло II Палеолог није пристао да плати додатни данак.
Године 1422. покренуо је започео прави рат против Венеције оспадом Солуна. Византијско учешће у рату окончано је предајом града Млетачкој републици 1423. године чим је Мурат прекинуо опсаду Константинопоља. Солун је био под опсадом до 1430. када је освојен од стране Османлија.

#### Солун, 1430
На њахтев градског становништва, венецијанске трупе су преузеле контролу над градом Солуном. Османска војска која је опседала град није знала ништа о трансферу власти, а бројни венецијански војници су убијени од стране османских трупа, мислећи да су то Грци. Мурат II био је у мировним односима с Венецијом, тако да су Млеци сматрали тај чин неприхватљивим и прогласили пуни рат.
Мурат је брзо реаговао, опколио Константинопољ и послао своје војске у Солун. Млеци су добили појачање морем, али када су Османлије упали у град, напад је пропао и Млеци су побегли на своје бродове. Када су Османлије ушле и почеле пљачкати град, млетачка флота почела је бомбардовати град са морске стране. Османлије су побегле и флота је успела да задржи Османлије све док нису стигла нова венецијанска појачања да поново заузму град. Исход Солунке битке представљао је препреку за Мурата, а Србија и Мађарска су пружиле подршку Венецији. Папа Мартин V је охрабрио друге хришћанске државе да се придруже рату против Османлија, од којих је само Аустрија слала војнике на Балкан.
Рат на Балкану почео је када је османска војска кренула да поново заузме Влашку, коју су Османлије изгубиле од Мирче Старијег током грађанског рата и која је сада била мађарски вазал. Када је османска војска ушла у Влашку, Срби су напали Бугарску а истовремено, на позив папе, Караминдски емират напао је Османско царство у Анадолији. Мурат је морао да подели своју војску. Главне снаге су послате у одбрану Софије а резервне су послате у Анадолији. Преостале османске трупе у Влашкој поразила је мађарска војска која се кретала на југ у Бугарској, где су се бориле српске и османске војске. Срби су претрпели пораз а Османлије су кренуле према Мађарима који су се повукли назад у Влашку, када су схватили да нису у стању да нападну Османлије са леђа. Мурат је утврдио своје границе према Србији и Мађарској али није покушао поново да заузме Влашку, већ је своје војске послао у Анадолију где су 1428. године поразиле Караминдски емират.
Велика османска флота је 1430. године изненадила Солун нападом. Млеци су 1432. године потписали мировни споразум према ком је Османлијама припао Солун са околином. Рат између Србије и Мађарске на једној и Османског царства на другој страни застао је 1441. године, када су против Османлија интервенисали Свето римско царство, Пољска, Кнежевина Кастриота, и Јандаридски и Караминдски емирати (у супротности са мировним споразумом). Ниш и Софија освојени су од хришћана 1443. а годину дана касније Османско царство претрпело је велики пораз у бици код Јаловаза. Мурат је 12. јула 1444. године је потписао мировни споразум којим су Влашка и бугарска покрајина Варна признате Мађарској, западна Бугарска (укључујући Софију) Србији а Мурат је био присиљен да абдицира у корист свог дванаестогодишњег сина Мехмеда. Хришћани су касније те године прекршили споразум и поново напали Османско царство.

#### Варна, 1444
Мурат је 11. новембра 1444. победио пољско-мађарску војску коју су предводили Владислав III Јагелонац и Јанош Хуњади у бици код Варне.
Мурат се вратио на престо уз помоћ јањичара у 1446. години. Нови мировни споразум потписан је 1448. године који је Османском царству доделио Влашку, Бугарску и део Албаније. Након што је балкански фронт био обезбеђен, Мурат је кренуо на исток и поразио Тамерлановог сина, Шаха Рука, и Караминидски емират у Анадолији.

#### Косово, 1448
Јањош Хуњади је1448. године препознао тренутак да предводи нову кампању против Османског царства. Након пораза код Варне (1444), окупио је још једну војску да нападне Османлије. Његова стратегија заснована на могућој побуни балканских народа и изненадном нападу, такође је претпостављала да се уништи главна снага Османлија у једној борби. Хуњади је био потпуно нескроман и водио је своје снаге не остављајући иза себе никакву пратњу.
Мурат је умро током зиме 1450.–1451. у Једрену. Неки извори наводе да је рањен у бици против скендербегових албанских герилаца.

### Мехмед II (1451–1481)
Мехмед II Освајач је поново дошао на османски трон након Муратове смрти 1451. године. Освајањем Караминдског емирата (мај–јун 1451) и обнављањем мировних споразума са Млетачком републиком (10. септембар) и Мађарском (20. новембар) Мехмед II је доказао своје вештине и на војном и на политичком фронту и брзо је прихваћен од стране племићке класе османског двора.
Старији и доста мудрији, поставио је заузимање Цариграда његовим првим приоритетом, верујући да ће то учврстити његову моћ над високим војним и административним званичницима који су му изазвали велике проблеме током његове раније владавине. Добри разлози леже у његовој одлуци. Докле год би Цариград остајао у хришћанским рукама, његови непријатељи су га могли користити или као потенцијалну основу за поделу царства његовим средиштем или као изговор за наставак војних напора хршићанског запада. Локација Цариграда га је учинила и природним "посредничким центром", како за копнену тако и за поморску трговину између источног Медитерана и централне Азије, чије би поседовање доносило огромно богатство. Једнако важно, Цариград је био легендарни царски град, а његово заузимање и поседовање би подарило неизрецив престиж освајачу, ког би муслимани видели као хероја, а муслимани и хришћани као великог и моћног императора.
Мехмед се две године припремао за покушај опсаде византијске престонице. Он је изградио морнарицу како би град напао са спољне морске стране, купио је арсенал великих топова од мађарског оружара Урбана, затворио је Босфор северно од града подижући снажну тврђаву на његовој европској обали како би спречио доласке из Црног мора, и он је пажљиво концентрисао у Тракији све расположиве војне јединице из његове земље. Трговински споразум с Венецијом спречио је Млетке да интервенишу у име Византинаца, а остатак држава западне Европе несвесно је сарађивао са Мехмедовим плановима тако што су биле потпуно заокупљене међунационалним ратовима и политичким ривалствима.

#### Цариград, 1453
Када су 1451. године банкротирани Вазантинци захтевали од Мехмеда да удвостручи данак за држање османског претендента на трон, он је искористио тај захтев као изговор за поништење свих уговора са Византијом. Ипак, када је 1452. године предложио да опколе Цариград већи део Дивана, а посебно велики везир Чандарли Халил-паша, били су против тога и критиковали су султана због мишљења да је преценио своје способности. Мехмед је 15. априла 1452. године наредио да почну припреме за опсаду Цариграда.
Мехмед је у априлу 1453. године опколио Цариград. Иако су градски браниоци, на челу са Ђованијем Ђустинијанијем под командом цара Константина XI (1448–1453), поставили херојску одбрану, без спољне помоћи њихови напори су били осуђени на пропаст. Некада непробојни зидови градске одбране били су пробијени након два месеца непрестаног бомбардовања Мехмедове тешке артиљерије. У раним јутарњим часовима 29. маја 1453., Мехмед је наредио потпуни напад на разбијене бедеме. Након велике гужве на бедемима Ђустинијани је био тешко рањен а Османлије су се пробиле кроз малу небрањену капију Керкопорту и натерале на повлачење браниоце. Према хришћанским изворима, цар Константин је храбро погинуо у јуришу на надолазеће османске трупе након чега више није виђен. Међутим, према османским изворима као што је Турсун-бег Константин је бацио свој плашт и покушао је побећи пре него што га је ранио османски војник. Османска војска је заузела и опљачкала град. Цариград, који су многи европљани сматрали престоницом хришћанског Римског царства, пао је у Мехмедове руке и трансформисао се у престоницу коју су многи муслимани сматрали божански одређеном престоницом исламског Османског царства. Царско наслеђе града је и даље живело. Након освајања, султан је погубио свог великог везира Чандарли Халил-пашу. Његова следећа четири велика везира били су из редова аџами огланара. Током раста царства Турци су ретко постављани на високе положаје.
| Освајање Цариграда 29. маја 1453. од стране Мехмеда II Освајача                                                        | Освајање Цариграда 29. маја 1453. од стране Мехмеда II Освајача      | Освајање Цариграда 29. маја 1453. од стране Мехмеда II Освајача | Освајање Цариграда 29. маја 1453. од стране Мехмеда II Освајача                    |
| --- | -------------------------------------------------------------------- | --------------------------------------------------------------- | ---------------------------------------------------------------------------------- |
| |                                                                      |                                                                 |                                                                                    |
| Султан Мехмед II надгледа копнени транспорт Османске морнарице из Галате у Златни рог, дело Фауста Зонара (1854–1929). | Улазак Мехмеда II у Цариград, дело Жан-Жозефа Константа (1845–1902). | Мехмед II улази у Цариград дело Фауста Зонара (1854–1929).      | Мехмед II Освајач дело Ђентилеа Белинија (70 x 52; Национална галерија у Лондону). |

После заузимања Цариграда, Мехмед је 1462. године саградио палату Топкапи и преселио престоницу из Једрене у Цариград. Мехмед је себе прогласио за "Римског цара", или "Цезара", и обликовао је државу по моделу старог Византијског царства, сматрајући себе наследником римског престола. Касније, када је напао Отранто, његов циљ је био да зароби Рим и поново уједини Римско царство по први пут од 751. године. Јустинијанова катедрала Аја Софија претворена је у царску џамију, као и многи други манастири и цркве. Права не-муслиманских становника била су заштићена како би се осигурао континуитет и стабилност комерцијалних активности. Популација града је опала, а много имовине је било напуштено или у стању запуштености. Султан је одмах почео поново насељавати град. Градска и приватна имовина понуђена је јавно како би се привукли преко потребни стручњаци, занатлије и трговци свих религија и етничких заједница назад у град. Новоосвојени Цариград убрзано је прерастао у мултиетнички, мултикултурни и живахни економски, политички и културни центар Османске државе, чије су удаљене границе гарантовале мир, сигурност и просперитет.

## Галерија
- Осман I
- Орхан
- Мурат I
- Бајазит I
- Мехмед I
- Мурат II
- Мехмед II

## Белешке
1. ↑  Термин који уобичајено значи "ратник који се бори у име ислама", али који је имао различита значења за ране Османлије, од којих нису сви строго религиозни.

### Анкете
- Howard, Douglas A. (2017). A History of the Ottoman Empire. Cambridge: Cambridge University Press. ISBN 978-0-521-72730-3.
- Finkel, Caroline (2005). Osman's Dream: The Story of the Ottoman Empire, 1300-1923. New York: Basic Books. ISBN 978-0-465-02396-7.
- Imber, Colin (2009). The Ottoman Empire, 1300-1650: The Structure of Power (2 изд.). New York: Palgrave Macmillan. ISBN 978-0-230-57451-9.

### Државне форме
- Kafadar, Cemal (1995). Between Two Worlds: The Construction of the Ottoman State. University of California Press. ISBN 978-0-520-20600-7.
- Lowry, Heath (2003). The Nature of the Early Ottoman State. SUNY Press. ISBN 0-7914-5636-6.